# Jules Hoffmann

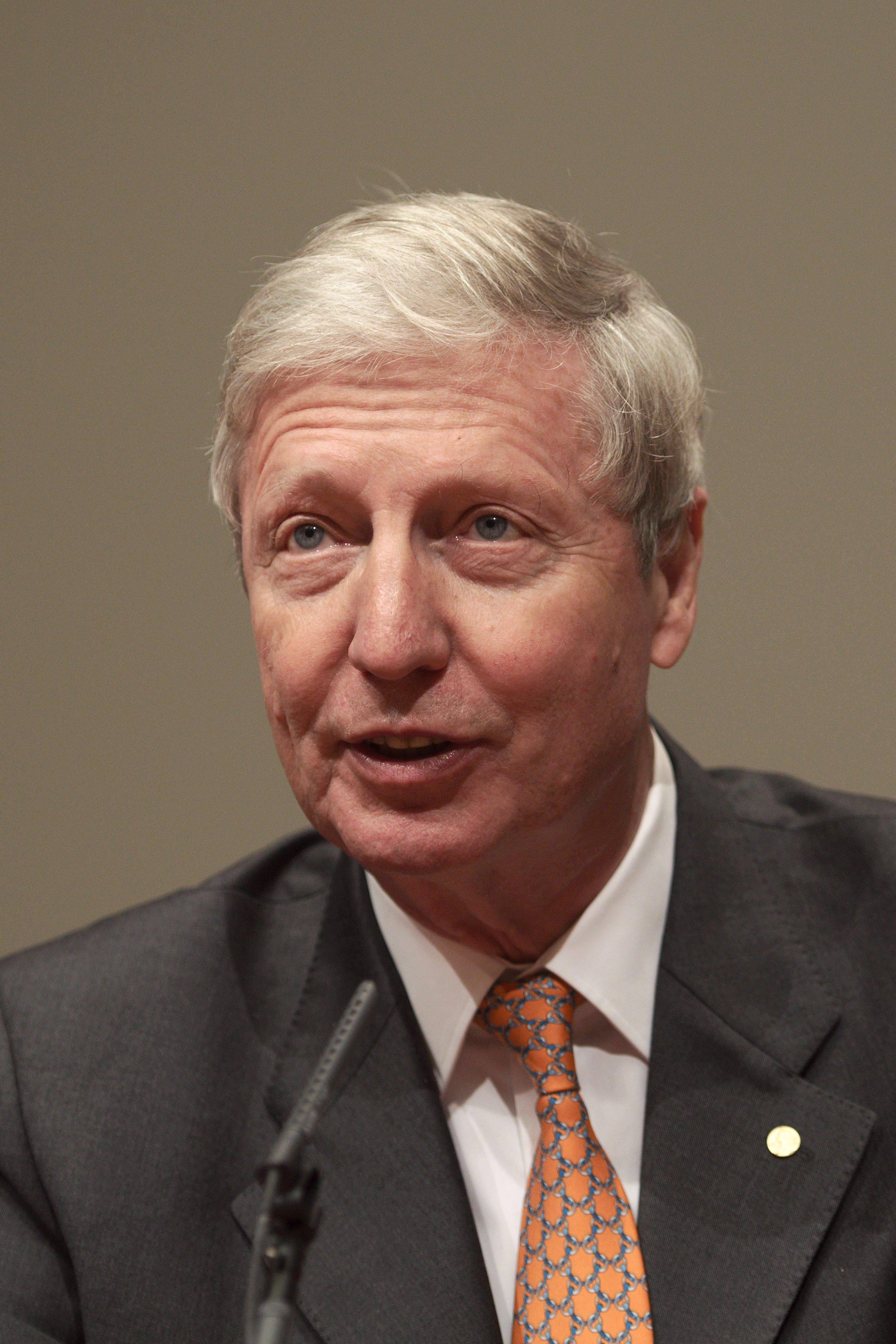
Jules Hoffmann während der Nobelwoche 2011.

Jules Alphonse Nicolas Hoffmann (* 2. August 1941 in Echternach, Luxemburg) ist ein französischer Biologe luxemburgischer Abstammung und Professor an der Universität Straßburg. 2011 erhielt er gemeinsam mit Bruce Beutler und Ralph M. Steinman den Nobelpreis für Physiologie oder Medizin.

## Leben und Wirken
Hoffmann wuchs in Luxemburg auf. Er machte sein Abitur im Lycée de Garçons de Luxembourg. Ab 1961 studierte er an der Universität Straßburg Biologie und Chemie und erwarb dort 1969 bei Pierre Joly einen Doktor der Wissenschaften (docteur ès sciences). Seit 1964 war Hoffmann zudem als Forschungsassistent am Centre national de la recherche scientifique (CNRS) in Straßburg, ab 1974 als Directeur de recherche.
Hoffmann beschäftigte sich mit Insekten und ihren Hormonen. Als Postdoktorand ging er zu Peter Karlson an die Philipps-Universität Marburg. 1978 erhielt Hoffmann in Nachfolge von Joly eine Professur für Zoologie und allgemeine Biologie in Straßburg. Er forschte insbesondere zum Stoffwechsel des Umwandlungshormons Ecdyson und zu dem Abwehrsystem von Fliegen, namentlich den Antiinfektiva, die von Fliegen synthetisiert werden und die zum Teil von einem Protein namens Toll aktiviert werden. Beim Menschen existieren ähnliche Proteine, die Toll-like Receptors genannt werden und eine wichtige Rolle bei der Unterscheidung des Immunsystems zwischen „selbst“ und „nicht-selbst“ spielen und Endotoxine binden können.
1978 übernahm Hoffmann am CNRS die Leitung der Arbeitsgruppe „Immunantwort und Entwicklung bei Insekten“. 1994 wurde Hoffmann Direktor des Instituts für molekulare und zelluläre Biologie des CNRS, das auf dem Campus der Universität Straßburg gelegen ist. Diese Position behielt er bis 2005. Hoffmann war 2005/2006 und 2007/2008 Präsident der französischen Académie des sciences, deren Mitglied er seit 1992 ist.
2011 erhielt er gemeinsam mit Bruce Beutler und Ralph M. Steinman den Nobelpreis für Physiologie oder Medizin. Gewürdigt wurden Hoffmanns und Beutlers Entdeckungen über die Aktivierung der angeborenen Immunität. Hoffmann und Mitarbeiter zeigten in der Fruchtfliege (Drosophila melanogaster) modellhaft, wie das angeborene Abwehrsystem gegen Mikroben funktioniert.
Hoffmann ist verheiratet und hat zwei Kinder. Seit 1970 besitzt er die französische Staatsangehörigkeit.

## Auszeichnungen (Auswahl)
- 1983: Gay-Lussac-Humboldt-Preis
- 1987: Korrespondierendes Mitglied der französischen Académie des sciences[4]
- 1988: Mitgliedschaft in der Deutschen Akademie der Naturforscher Leopoldina[8]
- 1992: Mitgliedschaft in der französischen Académie des sciences[4]
- 2002: Ehrenlegion
- 2003: William B. Coley Award
- 2003: Mitgliedschaft in der American Academy of Arts and Sciences[9]
- 2004: Robert-Koch-Preis gemeinsam mit Bruce Beutler und Shizuo Akira[10]
- 2006: Mitgliedschaft in der Russischen Akademie der Wissenschaften[11]
- 2007: Balzan-Preis gemeinsam mit Bruce Beutler[12]
- 2008: Mitglied der National Academy of Sciences
- 2010: Rosenstiel Award gemeinsam mit Ruslan Medzhitov[13]
- 2010: Keio Medical Science Prize
- 2011: Canada Gairdner International Award[14]
- 2011: Shaw Prize gemeinsam mit Bruce Beutler und Ruslan Medzhitov[15]
- 2011: Médaille d’or du CNRS[16]
- 2011: Nobelpreis für Physiologie oder Medizin gemeinsam mit Bruce Beutler und Ralph M. Steinman[5]
- 2012: Mitgliedschaft in der Académie française
- 2013: Schule und Kindergarten der Gemeinde Lipsheim (Elsaß, Frankreich) werden 'Groupe Scolaire Jules Hoffmann' benannt.
- 2015: Großoffizier des Ordens der Eichenkrone
- 2016: Kommandeur der Ehrenlegion
- 2020: Mehrfarbiger Orden der Aufgehenden Sonne am Band (Japan).[17]
- 2023: Mitgliedschaft in der Päpstlichen Akademie der Wissenschaften[18]